# 주아니타 무어

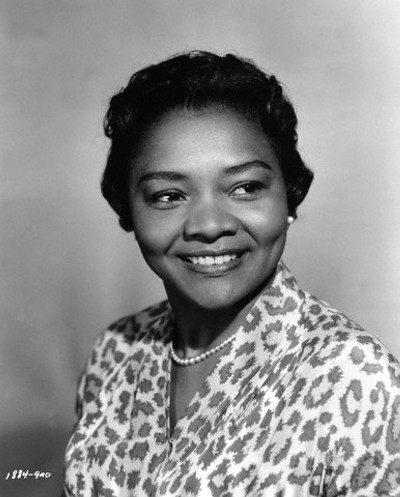

와니타 무어(Juanita Moore, 영어 발음: /wɑːˈnitə/ 1914년 10월 19일 ~ 2014년 1월 1일)는 미국의 배우, 텔레비전 배우, 영화배우, 연극 배우이다.
로스앤젤레스에서 태어났으며 로스앤젤레스에서 사망하였다.

## 영화
- 키드 (2000년)
- 투 문 정션 (1988년)
- 오하라의 아내 (1982년)
- 토마신 & 부시로드 (1974년)
- 맥 (1973년)
- 닥터 웰비 (1969년)
- 제12순찰대 (1968년)
- 싱잉 넌 (1965년)
- 파파스 델리케이트 컨디션 (1964년)
- 태미 텔 미 트루 (1961년)
- 슬픔은 그대 가슴에 (1959년)
- 헬렌 모건 스토리 (1957년)
- 더 걸 캔트 헬프 잇 (1956년)
- 랜섬 (1956년)
- 정글 보이 봄바 12 (1955년)
- 스커트 어호이 (1952년)
- 트리니다드 사건 (1952년)
- 핑키 (1949년)